# Viterik
Viterik je bio vizigotski kralj između 603. i 610. godine. Vladao je nakon Liuve II., koga je zbacio s prijestolja 602. godine.
U proljeće 602. godine, Viterik, jedan od konspiratora u zavjeri Sune iz Meride koji je htio popnovo uspostaviti arijanstvo (589.), dobio je zapovjedništvo nad vojskom koja je trebala protjerati Bizantince s Iberijskog poluotoka (vidi: Spanija). Viterik se okružio ljudima od povjerenja i kada je došlo vrijeme, umjesto da krene u borbu protiv Bizantinaca, on je uz pomoć vojske, u proljeće 603. godine, napa kraljevsku palaču i smjenio mladog kralja. Najvjerojatnije je da je imao podršku kod jednog dijela plemstva koje je bilo protiv Leovigildove dinastije. Viterik je odsjekao desnu ruku mladom kralju (što ga je po vizigotskim zakonima, onemogućavalo da vlada), a zatim ga i osudio na smrt i pogubio u ljeto 603. godine.
Viterik je neko vrijeme provei boreći se protiv Bizantinaca u Spaniji. Tijekom njegove vladavine, jedan od njegovih vojskovođa, je zauzeo Sagontiu (ili Gizgonzu) vjerojatno oko 605. godine, te Bigastrum (blizu Kartagene).
Njegova kćer, Ermenberga, 606. godine udala se za franačkog kralja Burgundije, Teodorika II. Stigla je u Chalon-sur-Saône, ali su regenta, kraljeva baka Brunhilda, i Teodorikova sestra Teudila (ili Teudilana) okrenule Teodorika protiv svoje nevjeste, te ju je on osramotio vrativši je 607. godine kući bez miraza. Duboko uvrijeđen, Viterik je sklopio četvorostruki savez protiv burgundijskog kralja. Pridružili su mu se austrazijski kralj Teudebert II., neustrijski kralj Klotaire II. i lombardijski kralj Agilulf. Izgleda da ovaj savez nije imao mnogo uspjeha jer, osim jedne bitke (blizu Narbone,) ne postoje nikakvi zapisi o ostalim bitkama. Izidor Seviljski tu bitku spominje kao beznačajan sukob u kojem su očigledno Vizigoti izgubili.
U travnju 610. godine, njegovi protivnici, katoličko plemstvo, ubili su ga na jednoj gozbi. Njegovo tijelo je zatim bilo vučeno kroz ulice Toleda. Plemići su proglasili novog kralja, vojvodu od Narbona, Gundemara.